# سربسکو
سربسکو (به چکی: Srbsko) یک منطقهٔ مسکونی در جمهوری چک است که در ناحیه بروون واقع شده‌است. سربسکو ۶٫۵۶ کیلومتر مربع مساحت و ۵۱۵ نفر جمعیت دارد و ۲۲۵ متر بالاتر از سطح دریا واقع شده‌است.